# Trey Azagthoth

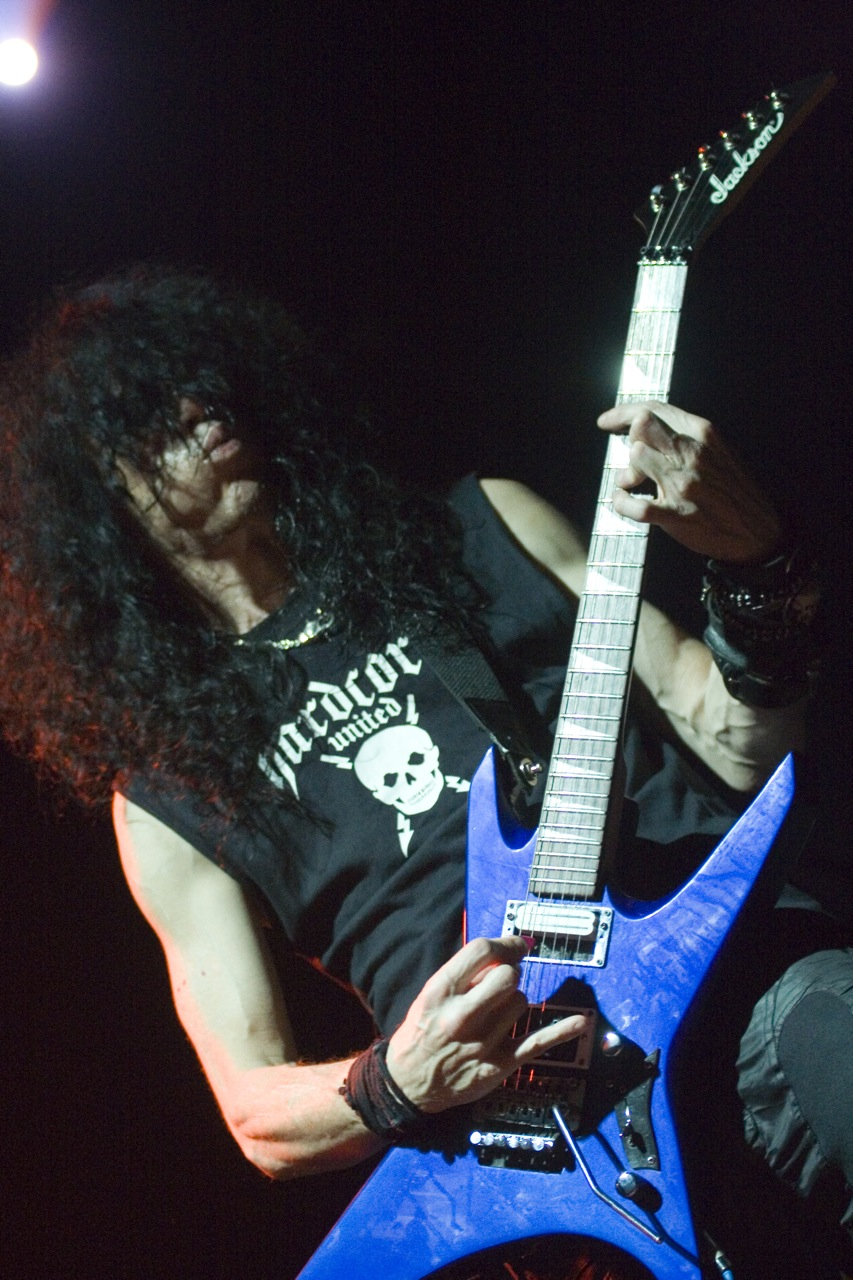
Trey Azagthoth (2009)

Trey Azagthoth (* 26. März 1965 in Bellingham, Washington; bürgerlicher Name George Emanuel III, in manchen Quellen auch George Emanuelle III) ist ein US-amerikanischer Metal-Musiker, der vor allem als Gitarrist der Band Morbid Angel bekannt ist. Er gilt als einer der besten Gitarristen im extremen Metal, das Decibel Magazine führt ihn als den besten Death-Metal-Gitarristen weltweit.

## Leben
Emanuel wuchs in Tampa, Florida auf. Im Alter von 16 Jahren begann er, Gitarre zu spielen, als er seine erste Gitarre erhielt, eine Gibson SG. Daraufhin baute er ein Tremolo ein und kaufte sich einige Effektpedale, darunter ein Wah-Wah der Firma Morley. Er begann, klassische Metal-Akkorde nach dem Vorbild von Bands wie Judas Priest oder Black Sabbath zu spielen, und entwickelte daraus seinen eigenen Gitarrenstil. Als Haupteinflüsse nennt er Jimi Hendrix, Eddie Van Halen, Tony Iommi oder Michael Schenker.
Während des Besuchs der 11. Klasse der Highschool gründete er gemeinsam mit seinem Schulfreund Mike Browning 1982 seine erste Band unter dem Namen Ice. Unter dem Einfluss von Black Sabbath oder Iron Maiden spielte die Band Coverversionen und war nicht von langer Dauer. Nach dem Highschool-Abschluss gründete er 1984 seine zweite Band unter dem Namen Heretic und begann, die ersten Songs zu schreiben:

„Ich versuchte, verschiedene Stile zu mixen ... schnelles, aggressives Zeug und dunkles, abgedrehtes Material. So etwa wie Slayer und Mercyful Fate - nur gebündelt in einem Song.“

Passend zur Musik der Band, die sich wenig später in Morbid Angel umbenannte, legte sich Emanuel das Pseudonym Trey Azagthoth zu. Trey soll eine Anlehnung an den Namensbestandteil „III.“ (der Dritte) sein, Azagthoth ist dem Cthulhu-Mythos entlehnt. Textlich wandte er sich den Mythen von H. P. Lovecraft zu, insbesondere das Necronomicon zählt zu seinen Hauptinspirationsquellen. Bis heute ist Trey Azagthoth Kopf der Band.

## Stil
Seit Azagthoth bei Morbid Angel spielt, legt er großen Wert auf seine persönliche Mythologie, die sich letztlich in seinen Liedtexten widerspiegelt. Es handelt sich dabei um ein aus altsumerischen Keilschrifttafeln, Ideen von Lovecraft und okkulten Ergänzungen geschaffenes eigenständiges Weltbild. Für ihn haben die Themen und die Wesen in seinen Liedtexten auch in der Realität eine Bedeutung. Den Satanismus betrachtet er ausschließlich als Mittel, die vorigen, limitierenden Glaubenssätze niederzureißen, da er in seiner Essenz ein auf Vernichtung basierendes Prinzip sei.
Richard Brunelle, ehemaliger Gitarrist von Morbid Angel, bezeichnete Azagthoth als „sensationellen Komponisten“. Der Autor und Musikjournalist Albert Mudrian schreibt, dass seine „vertrackten Rhythmen und verrückten Solopassagen […] nicht nur einmal die Grenzen des Unfaßbaren“ streifen. Das Magazin Guitar World zählte ihn zu den 50 schnellsten Gitarristen der Welt.

## Equipment
Azagthoth verwendet mehrere sechs- und siebensaitige Gitarren von Marken wie B.C. Rich, Dean, Ibanez und Jackson. Alle sind mit einem Floyd-Rose-Vibratosystem und Dimarzio Tonabnehmern ausgestattet. Die sechssaitigen Gitarren sind in der Regel Explorer-, V- oder X-Form Modelle, während die siebensaitigen Gitarren vor allem Ibanez Superstratmodelle sind. Azagthoth nutzt die Stimmungen D# und A# Standard. Zu seiner vergangenen und aktuellen Gitarrensammlung gehören folgende Modelle:
- B.C. Rich Ironbird
- Charvel 375XL
- Charvel Explorer
- Charvel Star
- Dean V X-Core
- Dean Astro-X
- Hamer Flying V
- Gibson Flying V
- Ibanez RG7
- Ibanez UV7BK
- Jackson Warrior
- Washburn RR

Als Verstärker nutzt Azagthoth Hauptsächlich Marshall JCM 800 und 900 Topteile mit 4 × 12 " Boxen. Außerdem verwendet er einen ProCo Rat-Verzerrer als Booster und verschiedene Effektgeräte wie TC Electronics G Major Processor, Morley Bad Horsie, MXR Phase 90 und Locobox Flanger. In der Vergangenheit nutzte Azagthoth einen Eventide-Harmonizer.

## Diskografie
→ siehe: Diskografie von Morbid Angel